# Натуропатија
Натуропатија је здравствена дисциплина (заснована на поштовању закона природе), традиционалне (комплементарне и алтернативне) медицине и наука о природној исхрани, уметност промоције здравља и превенције болести, (елиминисањем њихових узрока), како би се постигао оптимум здравља, које може бити угрожено генетском предиспозицијом, нутриционистичким дизбалансом и неуравнотеженим стилом живота.
Натуропатски лекари се не „боре“ са болешћу већ са њеним симптомима, и у свом раду ослањају се на природно исцељење, виталну енергију и интелигенцију организма, покушавајући да поново успоставе његово нормално и здраво функционисање. Зато улога натуропатије није да излечи, већ да као допуна терапијских процедеура званичне медицине, помогне телу да одржи равнотежу и ојача способност самоизлечења, применом природних фактора.
Натуропатска медицина, у борби против болести свој рад заснива на холистичком приступу, што значи да је намењен лечењу целокупности особе уз помоћ природних исцељујућих фактора. Натуропатија је алтернативни систем лечења који користи широки спектар приступа, као што је лечење биљем, исхрана, манипулација тела, акупунктура, телесно вежбање, смањење стреса итд. У појединим својим сегментима као комплементарну терапију натуропатија, понекад, примењује и методе конвенционалне медицине. Добро обучени натуропатски терапеути могу дијагностиковати болест применом многих метода које су истоветне са оним које користи у свакодневном раду конвенционална медицина (сликовне-радиолошке методе, лабораторијски тестови, физикалне методе и други тестови) уз помоћ којих покушавају да идентификује проблем. Такође натуропатија у третманима углавном не користи класичне лекове, терапију зрачењем, или велике оперативне захвате.
Због својственсти примене у одређеним културама и малог броја научних доказа, тврдња о делотворности натуропатије и њене успешности код већине здравствених проблема, у највећем броју случајева заснована је на; анализи појединачних случајева, медицинској статистици, ретроградној анализи података, и описима клиничких искустава појединих терапеута нетуропатске медицине. Зато су поједине поставке натуропатије понекад у сукобу са схватањем медицине засноване на мултицентричним научним студијама и доказима који проистичу из њих. По Америчком удружењу за борбу против рака (енгл. American Cancer Society), „Доступни научни докази не подржавају тврдње да натуропатска медицина може излечити рак или било коју другу болест, с обзиром да готово не постоје њена истраживања.“
Зато су се широм света с краја 20. века, све више јавили захтеви да СЗО обезбеди нормативе за рад нетуропатске медицине и, утврди процедуре, којима ће се спровести истраживања и евалуација појединих метода у овој и другим областима традиционалне медицине. Владе многих земаља, које су у својим захтевима тражиле од СЗО да обезбеди и стандарде, техничке смернице и редовно објављује информације по тим питањима приморале су СЗО да 1997. пропише „Опште смернице за методологију истраживања и вредновање традиционалне медицине СЗО“ (енгл. General Guidelines for Methodologies on Research and Evaluation of Traditional Medicine), које су до данас ревидиране више од четири пута, и на тај начин покрене истраживања у овој области, на јасним и стандардизованим методолошким основама.

## Историја
Принципе натуропатије међу првима је примењивао грчки лекар и филозоф Хипократ и његова медицинска школа око 400. п. н. е. Хипократ и његови ученици су веровали у велики значај лечења целокупног тела, како би се пронашао узрок болести, и сматрали да је изузетно важно лечити бо0лесника у складу са законима природе.
Човек је одувек био део природе и универзума, а здравље се могло постићи само живећи у складу са природом и универзумом. Хипократ и његови ученици схватали су да ако се поврати животна снага, тело ће природном снагом само себе исцелити.
По Хипократу склад у телу остварује се правилном исхраном, хидротерапијом, одмором, сунцем и постом. Заато је он тврдио да животна снага креира универзум и природу, пролази кроз тело човека, а њени поремећаји у телу доводе до болести. За њега је здравље било израз хармонијске равнотеже између различитих компоненти људске природе, околине и начина живота и да је природа најбољи лекар.
Као медицински систем у оквиру традиционалне медицине натуропатија је пот тим називом настала у Америци крајем 19. века, на основама европске традиционалне медицине. Овакав облик медицине практиковао се стотинама, ако не и хиљадама година пре. Средином и крајем 19. века у Америци су стандардне школе медицине подучавале употребу биљака, нутриционизам и хомеопатију паралелно са хирургијом. С временом, фармација је изоловала компоненте биљака и развијала потенције синтетских компоненти које су уједно имале и имају и данас многе токсичне нуспојаве. Развојем антибиотика дугорочне последице њихове дуготрајне употребе нису се сагледавале већ само њихова релативна брзина и снага деловања, те су спорији и постепенији учинци натуропатске медицине готово сасвим потиснути и занемарени почетком 20. века.
Натуропатија се највише примењивала у САД, Европи, Канади и Аустралији. Само у САД до краја 1920. било је 22 колеџа у којима су се стицала дипломе за ову врсту лечења, које је званично било одобрено и примењивано у 26 држава у САД.
Под притиском савремених медицинских кретања, у другој половини 20. века, дошло је до затварања већине ових установа, тако да их данас у САД има само око пет .
Натуропатија није правно регулисана у Великој Британији. У 2012, у јавно финансираним универзитетима у Уједињено Краљевство напуштени су алтернативн програми медицини, укључујући и натуропатију.
- Sebastian Kneipp око 1898, баварски свештеник и праотац натуропатије.
- Benedict Lust око 1902, оснивач натуропатије у САД
- Britt Marie Hermes око 2016, бивши натуропата лекар и главна критичарка натуропатске медицине.[11]

## Принципи натуропатије
Постоји шест базичних натуропатских принципа који се примењују у Северној Америци, који нису истоветно прихваћени од стране других натуропата, и то су:
- здравље је снага природе,
- идентификација и третман узрока обољења, а не само симптома,
- концепт, најпре не шкодити (лат. primum non nocere),
- терапеут је учитељ,
- лечење комплетне индивидуе
- превенција болести - боље је спречити него лечити  .

У процесу исцељења натуропатија примењују следећа четири поступка:
- поново успостављање услова за здравље,
- стимулација виталне снаге,
- усклађивање и уједначавање ослабљених органских система помоћу тоника, исхране
- изградња системске хармоније организма.

Натуропатски терапеут на основу симптома најпре мора да утврди природу обољења и узроке који га изазивају, а затим да предложи начин уклањања штетних чинилаца или њихово ублажавање. Придржавајући се ових принципа у терапију се укључују дијете и дијететски суплементи, лековито биље, ТКМ, хидротерапија, масажа и здрав стил живота. Овај протокол, комбинован заједно са лечењем лекара опште праксе, сматра се најпогоднијим терапијским приступом оболелој особи.

## Облици лечења
У најзаступљеније натуропатске третмане спадају:
- Клинички нутриционизам
- Дијета
- Ортомолекуларне медицине (или ортомолекуларна терапија)
- Фитотерапија
- Хомеопатија
- Био-резонантна медицина
- Бовенова терапија
- Детоксикација

## Индикације
Натуропатија као систем лечења најчешће се примењује у следећим стањима и акутним и хроничним болестима:
- Имунодефицијенција
- Алергија, екцем, астма
- Болести дисајног тракта
- Кардиоваскуларне болести (хипертензија)
- Ендокрини поремећаји
- Реуматске болести (болови у леђима)
- Гинеколошке сметње (менструални поремећаји)
- Кожне болести
- Инфективне болести
- Уролошке поремећаји
- Поремећаји варења хране (синдром иритабилног колона, затвор, чиреви на желуцу или дуоденуму)
- Стрес, синдром хроничног умора, депресија и страх, мигрена
- Поремећаји тежине
- Тумори (као подршка конвенционалним приступима)

## Супротстављени ставови о натуропатији
Алтернативна медицине (што укључује и натуропатију) не заснива се на објективној истини. 
Међутим, медицина није биомедицинска наука (тј. трагање за објективном истином), него уметност-вештина лечења болесника. 
Објективна истина јесте важна, али за оболелог није најважнија.
Болесник је субјективан, може се рећи да је ирационалан - а ирационална особа тешко може да буде потпуно рационална. 
То објашњава зашто натуропатска медицина налази простор за своје деловање.

Натуропатији недостаје адекватна научна основа под методологијом медицине засноване на доказима. Чланови медицинске заједнице су критични или одбацују схватање натуропатије. Традиционални натуропатски терапеути у Аустралији сматрају медицину засновану на доказима идеолошким нападом на њихова веровања у виталистичке и холистичке принципе. Они се залажу за интегритет праксе природне медицине и тешко прихватају концепт медицине засноване на доказима.
Уколико би натуропати могли да понуде резултате који би се могли тестирати за специфичне услове, потпуније научно познавање механизама натуропатских протокола могло би допринети терапеутским моделима.
Неки натуропатски терапеути почели су да доприносе истрраживањима и да прилагођавају модерне научне принципе у клиничкој пракси.
Између медицинских доктора и натуропата расте колаборативан напор за испитивањем безбедности и ефикасности натуропатских лекова у превенцији и управљању широким спектром уобичајених болести, што помаже да се одлучи да ли ће натуропатски третмани довољно јефтино да побољшају стање пацијента.. У Немачкој се натуропатски алтернативни третмани попут рефлексологије сматрају поузданим, међутим чак и они који подржавају натуропатију рефлексологију сматрају ненаучном За разлику од рефлексологије, научно исправне методе натуропатије нису алтернатива, већ допуна савременој медицини.
Натуропатија се критикује због ослањања и повезаности са недоказаним, неисправним и другим контроверзним алтернативним медицинским третманима, и због њене подршке витализму. Као са било којом алтернативном негом, постоји ризик од погрешне дијагнозе; овај ризик се може смањити у зависности од обучености терапеута. Такође постоји ризик да ће болести које се не могу дијагностиковати натуропатским третманима остати без третмана док је особа код натуропате. Одређене области натуропатије као што су хомеопатија, рофлинг или иридиологија се увелико сматрају псеудонауком или преваром. Природне методе и препарати нису нужно безбедније или ефикасније од вештачких или синтетичких; било који третман може имати нежељене ефекте
"Ненаучни практичари здравствене неге, укључујући натуропате, користе ненаучне методе и обмањују јавност, која је услед непознавања материје принуђена да им верује. Овај облик лечења не угрожава само људе, већ поткопава способност спровођења научних експеримената и научници против тога треба да се боре“, наглашава Вилијам Џарвис.
Стивен Барет из Националног савета против превара у здравству, изјавио је да филозофија натуропата „једнострана и да су њени поступци прожети надрилекарством."
К. Ц. Атвуд је у Журналу опште медицине записао да „натуропатски терапеути сада тврде да су лекари примарне здравствене неге вешти и у пракси конвенционалне и природне медицине. Њихова обука међутим обухвата само мали део знања медицинских доктора који спроводе примарну здравствену заштиту. Осим тога, испитивање њихове литературе открива да је препуна псеудонауке, неефикасних, неетичких, и потенцијално опасних пракси". У другом чланку, Атвуд пише да „Лекари који сматрају натуропате за њихове колеге на тај начин су у супротности са једним од основних етичких правила модерне медицине. Ако се не треба судити „ненаучним терапеутима“, онда овај термин нема корисно значење. Чланак лекара који разоткрива ово лечење као немедицинско не идентификује његовог аутора као „пристрасног“, већ једноставно испуњује једну од његових етичких обавеза као лекара."
Према Арнолд С. Релману, Уџбеник за природну медицину је неадекватан као наставно средство, јер изоставља да помене или детаљно размотри многе уобичајене болести, неправилно наглашава да „није вероватно да ће бити ефикасни“ за оне третмане који то јесу, и промовише непроверене биљне лекове на штету фармацеутских производа. Он закључује да ће „ризици за многе болесне пацијенте који траже помоћ од просечног натуропате далеко надмашују све могуће предности.".